# Felsődomboru
Felsődomboru (horvátul: Gornja Dubrava) falu Horvátországban, Muraköz megyében.  Közigazgatásilag Felsőmihályfalvához tartozik.

## Fekvése
Csáktornyától 10 km-re, községközpontjától Felsőmihályfalvától 2 km-re északnyugatra a Muraközi-dombság területén fekszik.

## Története
A csáktornyai uradalom részeként területe 1546-ban I. Ferdinánd király adományából a Zrínyieké lett. Miután Zrínyi Pétert 1671-ben felségárulás vádjával halálra ítélték és kivégezték minden birtokát elkobozták, így a birtok a kincstáré lett. III. Károly a Muraközzel együtt 1719-ben szolgálatai jutalmául elajándékozta Althan Mihály János cseh nemesnek. 1791-ben az uradalommal együtt gróf Festetics György vásárolta meg és ezután 132 évig a tolnai Festeticsek birtoka volt.
1910-ben 312, túlnyomórészt horvát lakosa volt. 1920 előtt Zala vármegye Csáktornyai járásához, majd 1941 és 1945 között ismét Magyarországhoz tartozott. 2001-ben 252 lakosa volt.

## Külső hivatkozások
- Felsőmihályfalva község hivatalos oldala
- A község a Muraköz információs portálján